# Брукінгз (Південна Дакота)
Брукінгз (англ. Brookings) — місто (англ. city) в США, адміністративний центр округу Брукінґс штату Південна Дакота. Населення — 23 377 осіб (2020). Четверте місце в штаті. У Брукінгз розташовано Університет штату Південна Дакота — найбільший навчальний заклад штату.

## Географія
Брукінгз розташований за координатами 44°18′9″ пн. ш. 96°47′7″ зх. д. / 44.30250° пн. ш. 96.78528° зх. д. (44.302416, -96.785336).  За даними Бюро перепису населення США в 2010 році місто мало площу 33,76 км², з яких 33,51 км² — суходіл та 0,25 км² — водойми.

### Клімат
| Клімат : Брукінгз                      | Клімат : Брукінгз | Клімат : Брукінгз | Клімат : Брукінгз | Клімат : Брукінгз | Клімат : Брукінгз | Клімат : Брукінгз | Клімат : Брукінгз | Клімат : Брукінгз | Клімат : Брукінгз | Клімат : Брукінгз | Клімат : Брукінгз | Клімат : Брукінгз | Клімат : Брукінгз |
| Показник                               | Січ.              | Лют.              | Бер.              | Квіт.             | Трав.             | Черв.             | Лип.              | Серп.             | Вер.              | Жовт.             | Лист.             | Груд.             | Рік               |
| Абсолютний максимум, °C                | 18,3              | 20,6              | 29,4              | 33,9              | 41,1              | 40,6              | 42,8              | 41,1              | 38,9              | 33,9              | 25,0              | 20,0              | 42,8              |
| Середній максимум, °C                  | −5,1              | −2,3              | 4,1               | 13,0              | 19,7              | 24,8              | 27,6              | 26,5              | 21,7              | 14,3              | 4,6               | −3,3              | 12,2              |
| Середній мінімум, °C                   | −16,2             | −13,3             | −6,3              | 0,4               | 7,0               | 12,7              | 15,1              | 13,8              | 8,3               | 1,0               | −6,1              | −13,7             | 0,3               |
| Абсолютний мінімум, °C                 | −40,6             | −40,6             | −30,6             | −18,9             | −13,9             | −2,2              | 2,8               | −2,2              | −11,1             | −22,8             | −30               | −37,8             | −40,6             |
| Норма опадів, мм                       | 9                 | 10                | 31                | 55                | 75                | 109               | 82                | 78                | 81                | 52                | 23                | 10                | 615               |
| Днів з опадами                         | 4,8               | 4,6               | 6,5               | 9,0               | 10,6              | 11,7              | 9,9               | 8,7               | 8,8               | 7,0               | 4,9               | 4,9               | 91,3              |
| Днів зі снігом                         | 5,3               | 4,3               | 4,0               | 1,5               | 0                 | 0                 | 0                 | 0                 | 0,1               | 0,5               | 2,8               | 4,9               | 23,4              |
| -------------------------------------- | ----------------- | ----------------- | ----------------- | ----------------- | ----------------- | ----------------- | ----------------- | ----------------- | ----------------- | ----------------- | ----------------- | ----------------- | ----------------- |
| Джерело: NOAA (extremes 1893−present), |                   |                   |                   |                   |                   |                   |                   |                   |                   |                   |                   |                   |                   |

## Демографія
Згідно з переписом 2010 року, у місті мешкало 22 056 осіб у 8159 домогосподарствах у складі 3836 родин. Густота населення становила 653 особи/км².  Було 8715 помешкань (258/км²).
Расовий склад населення:
| - 92,1 % — білих - 3,7 % — азіатів - 1,1 % — чорних або афроамериканців - 1,0 % — корінних американців |

До двох чи більше рас належало 1,6 %. Частка іспаномовних становила 1,5 % від усіх жителів.
За віковим діапазоном населення розподілялося таким чином: 16,1 % — особи молодші 18 років, 75,5 % — особи у віці 18—64 років, 8,4 % — особи у віці 65 років та старші. Медіана віку мешканця становила 23,5 року. На 100 осіб жіночої статі у місті припадало 104,4 чоловіків;  на 100 жінок у віці від 18 років та старших — 104,9 чоловіків також старших 18 років.
Середній дохід на одне домашнє господарство  становив 61 147 доларів США (медіана — 45 175), а середній дохід на одну сім'ю — 84 864 долари (медіана — 60 250). Медіана доходів становила 39 447 доларів для чоловіків та 32 851 долар для жінок. За межею бідності перебувало 19,5 % осіб, у тому числі 6,7 % дітей у віці до 18 років та 3,2 % осіб у віці 65 років та старших.
Цивільне працевлаштоване населення становило 13 467 осіб. Основні галузі зайнятості: освіта, охорона здоров'я та соціальна допомога — 29,6 %, виробництво — 17,9 %, мистецтво, розваги та відпочинок — 12,8 %, роздрібна торгівля — 9,8 %.